# Конкордия (стадион, Кьяжна)
«Конкордия» — стадион в Румынии. Домашняя арена футбольного клуба «Конкордия» Кьяжна и «Вииторул» (с 2013 по 2015 года). Стадион расположен на месте бывшей свалки, был построен с нуля на протяжении 2004—2007 годов. Вмещает 5,123 зрителя , с возможностью расширения до 7000-8000 человек. В 2010 году, чтобы привести стадион в соответствие с критериями УЕФА, была проведена реконструкция: арена была оборудована новыми системами освещения , полива и дренажа поля. Были установлены турникеты и современная система видеонаблюдения. 

«Конкордия» принимала 3 игры группового этапа, полуфинал и финал Чемпионата Европы по футболу U-19 2011..

## Галерея
- Вид на поле
- Южная трибуна